# Ranka to Bobby no SMS Shōtai no Uta Nado.
«Ranka to Bobby no SMS Shōtai no Uta Nado.» (ランカとボビーのSMS小隊の歌 など。?) es el tercer sencillo de la cantante y seiyū japonesa Megumi Nakajima como Ranka Lee, lanzado al mercado el día 24 de diciembre del año 2008.

## Detalles
Este fue el tercer sencillo tanto de Megumi como artista, como de Ranka Lee en la serie Macross Frontier. Fue producido por Yōko Kanno al igual que todos los trabajos de la serie Macross Frontier.
Este fue lanzado después de la conclusión de la serie de TV Macross Frontier, presenta la participación del Seiyuu Kenta Miyake = Bobby Margot e incluye la versión de la canción SMS Shōtai no Uta (interpretada por varios Seiyuus en el anime) en una versión de Ranka y Bobby, y la canción Bobby no Watashi no Kare wa Pilot ~ Mōsō no Kare mo Pilot que es un cover especial de la canción de Mari Iijima Watashi no Kare wa Pilot.
Los arreglos del trak uno fueron hechos por Yoko Kanno y los del track dos por Hisaaki Hokari y Yoko Kanno.
Lista de canciones (VTCL-35043)

| N.º  | Título | Letras        | Música         | Vocalistas                                                | Duración |  |
| 1.   | «Ranka to Bobby no SMS Shōtai no Uta (ランカとボビーのSMS小隊の歌?)»                                           | Eiji Kurokawa | Yoko Kanno     | Megumi Nakajima = Ranka Lee & Kenta Miyake = Bobby Margot | 1:01     |  |
| 2.   | «Bobby no Watashi no Kare wa Pilot ~ Mōsō no Kare mo Pilot (ボビーの私の彼はパイロット~妄想の彼もパイロット?)» | Akane Asa     | Kentarō Haneda | Kenta Miyake = Bobby Margot                               | 2:38     |  |
| 3.   | «Ranka to Bobby no SMS Shōtai no Uta (Karaoke)»                                                                |               | Yoko Kanno     |                                                           | 1:01     |  |
| 4.   | «Bobby no Watashi no Kare wa Pilot ~ Mōsō no Kare mo Pilot (Karaoke)»                                          |               | Kentarō Haneda |                                                           | 2:32     |  |
| 7:12 | |               |                |                                                           |          |  |

- Datos: Q6100295